# Атабе
Атабе (груз. ატაბე) — село в Грузии, в муниципалитете Душети края Мцхета-Мтианети. 

## География
Село расположено в северной части края, в 98 километрах по прямой к северо-востоку от центра муниципалитета Душети. Высота центра — 1700 метров над уровнем моря.

## Население
По данным переписи населения 2014 года, в селе проживало 3 человека.
| Год  | Население | Мужчины | Женщины |
| ---- | --------- | ------- | ------- |
| 1926 | 47        | 27      | 20      |
| 2002 | 3         | 2       | 1       |
| 2014 | 3         | 1       | 2       |